# Ficimia publia
Ficimia publia (плямиста гачконоса змія) — вид змій родини полозових (Colubridae). Мешкає в Мексиці і Центральній Америці.

## Поширення і екологія
Плямисті гачконосі змії мешкають в Мексиці (від північного Веракруса, південної Пуебли і Герреро на південь до перешийка Теуантепек, півострова Юкатан і Чіапаса), а також в Гватемалі (за винятком Центрального нагір'я), Белізі та на північному сході Гондурасу. Вони живуть у вологих і сухих тропічних лісах, трапляються в деградованих лісах. Зустрічаються на висоті до 1000 м над рівнем моря. Ведуть нічний, наземний і напівриючий спосіб життя. Живляться багатоніжками.